# 한국교원대학교 부설 월곡초등학교
한국교원대학교 부설 월곡초등학교는 대한민국 충청북도 청주시 흥덕구 강내면 월곡리에 위치한 국립 초등학교이다.

## 연혁
- 1941년 5월 31일 강내공립국민학교 부설 월곡간이학교 설립 인가
- 1943년 4월 8일 월곡공립국민학교 승격
- 1982년 3월 1일 병설유치원 개원
- 1987년 10월 13일 한국교원대학교 부속 월곡국민학교 인가
- 1988년 3월 2일 한국교원대학교 부속 월곡국민학교 개교 및 병설유치원 개원
- 1996년 3월 1일 한국교원대학교 부속 월곡초등학교로 교명 변경
- 2001년 3월 1일 한국교원대학교 부설 월곡초등학교로 교명 변경
- 2003년 10월 1일 한국교원대학교 부설유치원 독립 개원
- 2007년 3월 1일 특수학급 신설(1학급)
- 2023년 9월 1일 백승운 교장 취임(제 33대)
- 2024년 1월 9일 제77회 졸업, 졸업생 : 75명 (7,164명)
- 2024년 3월 1일 25학급(특수학급 1) 편성

## 상징
- 교화 - 백목련 : 순결, 화목, 순박성과 품위 및 충절을 나타내고 어디서나 잘 자라는 하얀 백목련처럼 모든 사람의 사랑을 받는 월곡인이 되자는 뜻을 상징함.
- 교목 - 느티나무 : 뿌리가 튼튼하며 비바람에도 견디고 오래도록 늠름한 자태로 학교를 지켜주며 성장이 고르고 단풍이 아름다운 느티나무는 학교의 무궁한 발전을 상징함.

## 같이 보기
- 한국교원대학교